# Familia Addams 2
 Familia Addams 2 (titlu original: The Addams Family 2) este un film american de animație de groază de comedie neagră din 2021 regizat de Conrad Vernon și Greg Tiernan, co-regizat de Laura Brousseau și Kevin Pavlovic. Rolurile principale au fost interpretate de actorii Oscar Isaac, Charlize Theron și Chloë Grace Moretz. Scenariul este scris de Dan Hernandez, Benji Samit, Ben Queen și Susanna Fogel după personaje de Charles Addams. Este continuarea filmului Familia Addams din 2019.

## Distribuție română
- Kira Hagi- alte voci [5]

## Distribuție
- Oscar Isaac - Gomez Addams
- Charlize Theron - Morticia Addams
- Chloë Grace Moretz - Wednesday Addams
- Nick Kroll - Uncle Fester
- Javon Walton - Pugsley Addams
- Bette Midler - Grandmama Addams
- Conrad Vernon - Lurch
  - Dominic Lewis - voce cântătoare a lui Lurch
- Snoop Dogg - Cousin Itt
- Bill Hader - Cyrus Strange
- Wallace Shawn - Mr. Mustela
- Brian Sommer - Big Bad Ronny
- Ted Evans - Pongo
- Cherami Leigh - Ophelia